# Aguinaldo

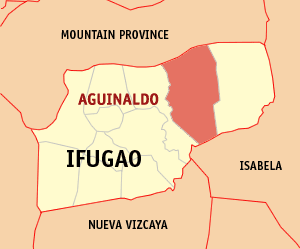
Bản đồ Ifugao với vị trí của Aguinaldo

Aguinaldo là một đô thị hạng 4 ở tỉnh Ifugao, Philippines. Theo điều tra dân số năm 2000 của Philipin, đô thị này có dân số 16.377 người trong 3.341 hộ.

## Các đơn vị hành chính
Aguinaldo được chia ra 16 barangay.
| - Awayan - Bunhian - Butac - Chalalo - Damag - Galonogon - Halag - Itab | - Jacmal - Majlong - Mongayang - Posnaan - Ta-ang - Talite - Ubao - Buwag |